# Princ Philip, vévoda z Edinburghu
Princ Philip, vévoda z Edinburghu (narozen jako řecký a dánský princ Philip, Philippos – Φίλιππος; 10. června 1921 Villa Mon Repos Korfu – 9. dubna 2021 Windsor, Spojené království,) byl manžel britské královny Alžběty II. a člen britské královské rodiny.
Philip se narodil do řecké a dánské královské rodiny. Narodil se v Řecku, ale jeho rodina byla ze země vykázána, když mu bylo osmnáct měsíců. Poté, co byl vzděláván ve Francii, Německu a Spojeném království, se zapojil v roce 1939, ve svých osmnácti letech, do Britského královského námořnictva. Od července 1939 si začal dopisovat s třináctiletou princeznou Alžbětou, s níž se poprvé setkal v roce 1934. Během druhé světové války sloužil s vyznamenáním u britských středomořských a tichomořských námořních flotil.
Po válce dostal princ Philip povolení od britského krále Jiřího VI., aby se oženil s jeho dcerou a následnicí trůnu Alžbětou. Před oficiálním oznámením zasnoubení v červenci 1947 se vzdal svých řeckých a dánských titulů a oslovení, stal se naturalizovaným britským občanem a přijal příjmení svých prarodičů z matčiny strany Mountbatten. 20. listopadu 1947 pojal korunní princeznu Alžbětu (Elizabeth) za manželku. Zároveň mu byl udělen titul Jeho královská výsost a stal se vévodou z Edinburghu, hrabětem z Merioneth a baronem z Greenwiche. Philip opustil aktivní vojenskou službu, když se Alžběta po smrti svého otce v roce 1952 stala královnou, a v roce 1957 byl jmenován britským princem. Philip měl s Alžbětou čtyři děti, jsou to: Karel III. Britský, Anne Mountbatten-Windsor, princ Andrew, vévoda z Yorku a princ Edward, hrabě z Wessexu.
Byl mecenášem a prezidentem nebo členem více než 780 organizací. Působil jako předseda Mezinárodní ceny vévody z Edinburghu, což je program sebezdokonalování pro mladé lidi ve věku 14 až 24 let. Byl nejdéle žijícím mužským členem britské královské rodiny a jako manžel stál nejdéle po boku vládnoucího britského monarchy. Své četné povinnosti jako člen královské rodiny přestal vykonávat teprve 2. srpna 2017 ve věku 96 let, přitom od roku 1952 absolvoval 22 219 sólových angažmá a přednesl 5 493 projevů. Princ Philip, vévoda z Edinburghu zemřel dne 9. dubna 2021 na hradě Windsor, dva měsíce před svými 100. narozeninami. Jeho pohřeb se konal ve Windsoru dne 17. dubna 2021 v rodinném kruhu s vojenskými poctami.

## Dětství
Řecký a dánský princ Philip se narodil na jídelním stole ve vile Mon Repos na ostrově Korfu 10. června 1921, jako jediný syn a páté a poslední dítě Ondřeje Řeckého a Dánského a jeho manželky Alice z Battenbergu. Jako člen rodu Glücksburgů a vládnoucího rodu v Dánsku, byl princem jak Řecka, tak Dánska, a to na základě svého patrilineálního původu po Jiřím I. Řeckém a Kristiánovi IX. Od svého narození byl v řadě následnictví na oba trůny. Philipovy čtyři sestry byly Margarita, Teodora, Cecílie a Sofie. Byl pokřtěn při řeckém ortodoxním obřadu v kostele sv. Jiří ve Staré pevnosti na Korfu. Jeho kmotry byli jeho babička z otcovy strany, královna Olga Řecká, jeho strýcové, tehdejší řecký korunní princ Jiří a lord Louis Mountbatten, a starosta Korfu Alexandros Kokotos.
Krátce po Philipově narození zemřel v Londýně jeho dědeček z matčiny strany, princ Ludvík z Battenbergu, tehdy známý jako Louis Mountbatten, markýz z Milford Haven. Louis byl naturalizovaným britským občanem, neboť se po kariéře v britském královském námořnictvu vzdal svých německých titulů a během první světové války přijal příjmení Mountbatten, což je poangličtěná verze původního rodového jména Battenberg. Důvodem bylo protiněmecké cítění ve Velké Británii po vypuknutí první světové války. Po vzpomínkové bohoslužbě na počest zemřelého dědečka se matka prince Philipa s malým synkem vrátila do Řecka, kde Philipův otec princ Ondřej zůstal ve funkci velitele divize řecké armády zapojené do řecko-turecké války.
Řecko-turecká válka se protáhla do roku 1922. Pro Řecko se nevyvíjela dobře, neboť Turecko postoupilo na řecké území. Filipův strýc a zároveň velitel řeckých ozbrojených sil, král Konstantin I., byl viněn z porážky a 27. září 1922 byl donucen abdikovat. Nová vojenská vláda nechala prince Ondřeje zatknout. Velící důstojník armády, generál Georgios Hatzianestis, a pět vysokých politiků byli zatčeni, souzeni a popraveni. Život prince Ondřeje byl také považován za ohrožený a princezna Alice byla pod dohledem. Nakonec v prosinci 1922 revoluční soud rozhodl donutit prince Ondřeje k doživotní emigraci z Řecka. Britská loď HMS Calypso evakuovala celou princovu rodinu. Malého Philipa odnesli do bezpečí v postýlce vyrobené z krabice na ovoce. Philipova rodina odjela do Francie, kde se usadila na pařížském předměstí Saint-Cloud v domě, který jim zapůjčila teta, Marie Bonapartová.

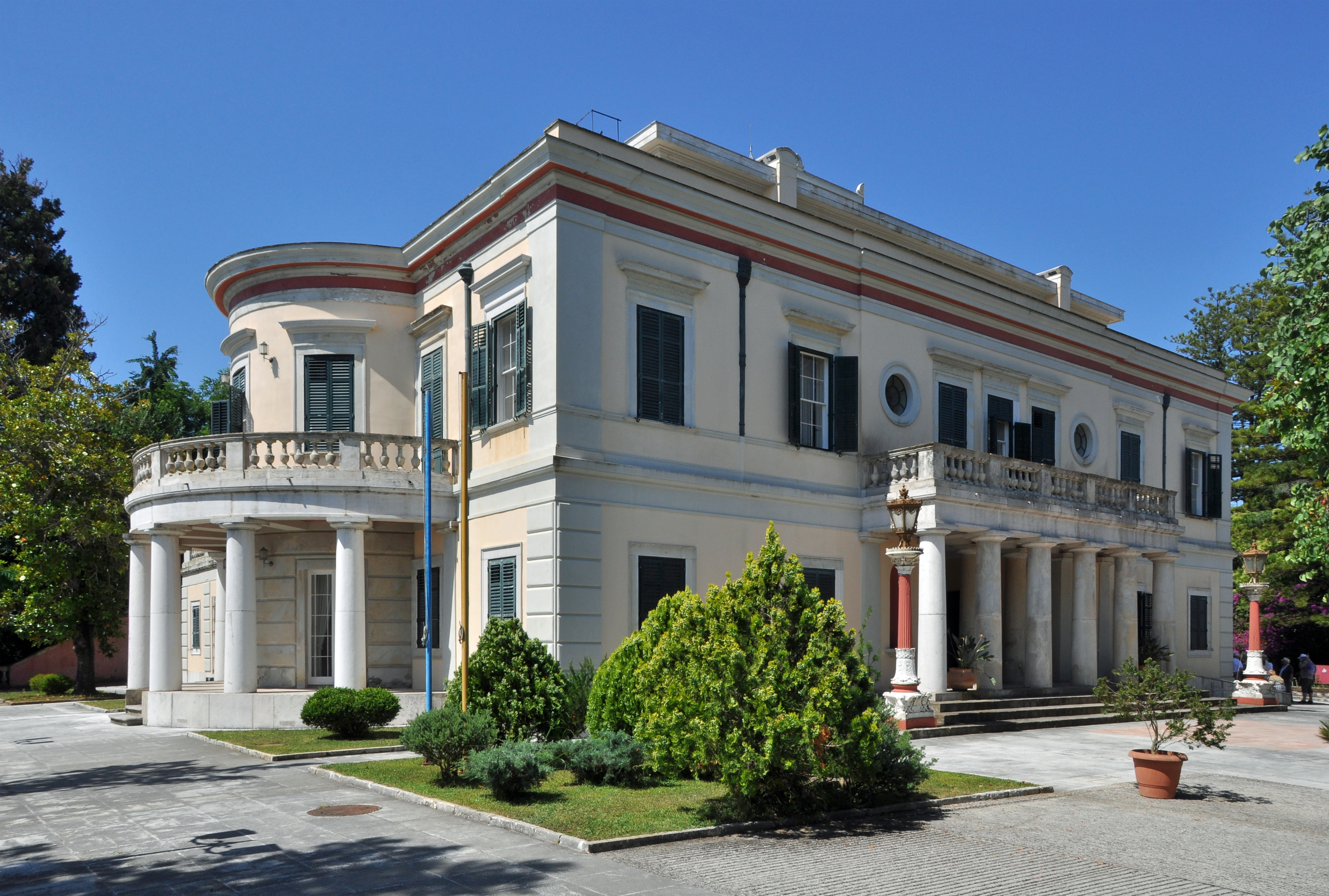
Vila Mon Repos, Philipův rodný dům na řeckém ostrově Korfu na snímku z roku 2012

Protože princ Philip opustil Řecko jako velmi malé dítě, nenaučil se řecky. V roce 1992 prohlásil, že pouze „rozumí určité části jazyka“. Philip uvedl, že si dlouho o sobě myslel, že je Dán, a že jeho rodina mluvila anglicky, francouzsky a německy. Philip byl vychován jako řecký ortodoxní křesťan. Jako teenager byl zapojen do německého protestantismu. Byl známý svým osobním kouzlem a v mládí byl spojován s řadou žen, včetně Osly Benningové.

## Mládí

### Vzdělání

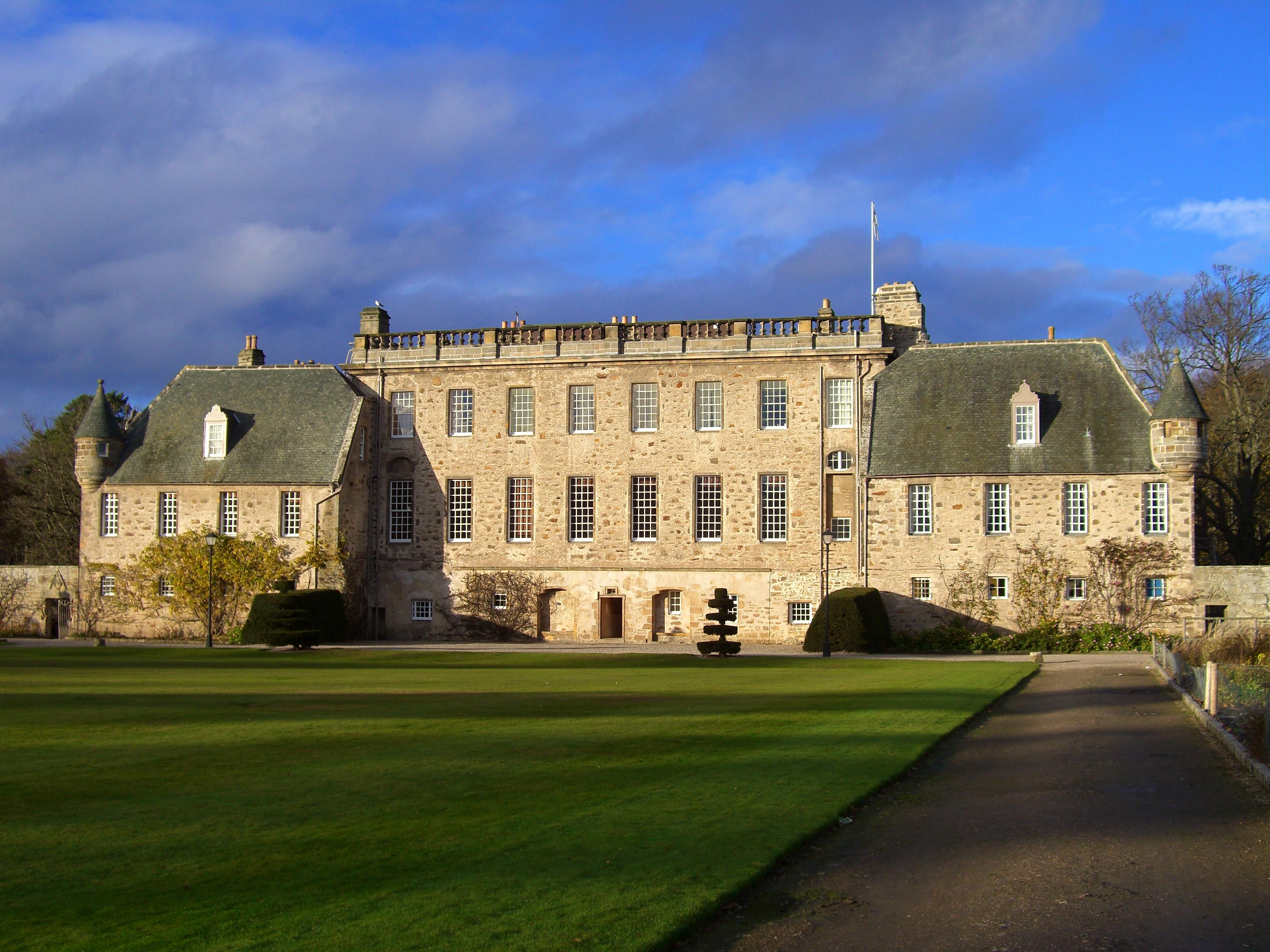
Philip byl vzděláván na soukromé škole Gordonstoun ve Skotsku

Philip byl nejprve vzděláván na The Elms, americké škole v Paříži vedené Donaldem MacJannetem, který popsal Philipa takto: „Vím, že je to chytrý člověk, a vždy pozoruhodně zdvořilý.“ V roce 1930 byl poslán do Anglie na Cheam School. Žil se svou babičkou z matčiny strany Viktorií Hesensko-Darmstadtskou v Kensingtonském paláci. Pobýval také u svého strýce George Mountbattena, 2. markýze z Milford Haven, na jeho sídle Lynden Manor v hrabství Berkshire. V následujících třech letech se jeho čtyři sestry provdaly za německá knížata a přestěhovaly se do Německa. Jeho matce byla diagnostikována schizofrenie a byla umístěna do ústavu. Jeho otec se usadil v Monte Carlu. Po zbytek dětství měl Philip s matkou jen málo kontaktu. V roce 1933 byl poslán do školy Schloss Salem v Německu. Zámek vlastnila rodina jeho švagra Bertholda, markraběte z Badenu. S nástupem nacismu v Německu uprchl židovský zakladatel školy Kurt Hahn před pronásledováním a založil ve Skotsku Gordonstoun School, kam se Philip přestěhoval po dvou školních obdobích v Salemu. V roce 1937 přišli o život jeho sestra Cecilie, její manžel Georg Donatus, formálně dědičný hesenský velkovévoda, jejich dva mladí synové, Ludwig a Alexander, jejich novorozené dítě a velkovévodova matka princezna Eleonora ze Solms-Hohensolms-Lich. Příčinou tragédie bylo letecké neštěstí v belgickém Ostende. Princ Philip, tehdy šestnáctiletý, se zúčastnil pohřbu rodiny svých příbuzných v Darmstadtu. Cecilie i její manžel byli členy nacistické strany NSDAP. Následující rok zemřel jeho strýc a poručník lord Milford Haven na rakovinu kostní dřeně. Markýzův mladší bratr Louis Mountbatten převzal odpovědnost za Philipa po zbytek jeho mládí.

### Námořní a válečná služba
Poté, co na začátku roku 1939 opustil Gordonstoun, dokončil Philip Britskou námořní univerzitu v Dartmouthu jako kadet, poté se vrátil do Řecka a v polovině roku 1939 žil se svou matkou v Aténách. Na popud řeckého krále Jiřího II. (jeho bratranec) se v září vrátil do Británie, aby obnovil výcvik pro Britské královské námořnictvo. Příští rok absolvoval Dartmouth jako nejlepší kadet ve svém kurzu. Během druhé světové války pokračoval ve službě u britských sil, zatímco dva jeho švagři, princ Christoph z Hesenska a Berthold, markrabě Badenský, bojovali na opačné německé straně. Philip byl v lednu 1940 jmenován námořníkem. Strávil čtyři měsíce na bitevní lodi HMS Ramillies, chránící konvoje australských expedičních sil v Indickém oceánu, následované kratšími službami na HMS Kent, na HMS Shropshire a na britském Cejlonu. Po invazi do Řecka Itálií v říjnu 1940 byl převelen z Indického oceánu k bitevní lodi HMS Valiant ve středomořské flotile.
Dne 1. února 1941 byl Philip pověřen jako poručík po sérii kurzů v Portsmouthu, kde získal nejvyšší známku ve čtyřech z pěti částí kvalifikační zkoušky. Mimo jiné se podílel na bitvě na Krétě a byl zmíněn v depeších pro svou službu během bitvy u mysu Matapan, kde ovládal světlomety bitevní lodi. Byl také vyznamenán řeckým válečným křížem. V červnu 1942 byl jmenován do torpédoborce HMS Wallace, který se podílel na doprovodných úkolech konvojů na východním pobřeží Británie a také na invazi spojenců na Sicílii.

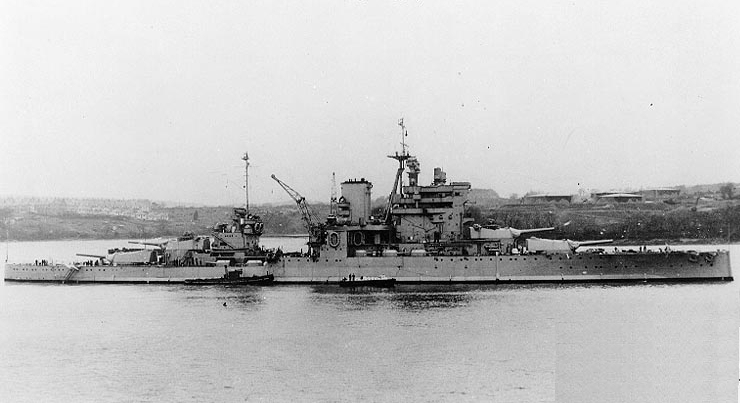
Philip sloužil na palubě HMS Valiant v bitvě o Středomoří

Povýšení na poručíka následovalo 16. července 1942. V říjnu téhož roku se stal nadporučíkem HMS Wallace, ve věku 21 let jedním z nejmladších nadporučíků v Britském královském námořnictvu. Během invaze na Sicílii, v červenci 1943, jako druhý ve vedení Wallace zachránil svou loď před útokem nočního bombardéru. Vymyslel plán vypuštění voru s kouřovými plováky, které úspěšně odvedly pozornost bombardérů a umožnily lodi nepozorovaně vyklouznout. V roce 1944 přešel k novému torpédoborci HMS Whelp, kde viděl službu u britské tichomořské flotily na 27. flotile torpédoborců. Byl přítomný při podpisu smlouvy o kapitulaci Japonska v Tokijském zálivu. Philip se vrátil do Spojeného království na Whelp v lednu 1946 a byl vyslán jako instruktor do HMS Royal Arthur, školy poddůstojníků v Corshamu ve Wiltshire.
Dne 5. prosince 1952 byl Philip zasvěcen do zednářství ctihodným mistrem námořnictva v lóži č. 2612, ačkoli se připojil proti své vůli, protože jeho strýc, hrabě Mountbatten z Barmy, byl tvrdě proti tomu. Philipův budoucí tchán, král Jiří VI., však dal jasně najevo, že očekává, že si Philip zachová tradici královského patronátu nad zednářstvím.

## Život s Alžbětou

### Setkání s Alžbětou
Philipovi bylo 13 let, když se zúčastnil svatby svého bratrance, kde poprvé potkal svou budoucí ženu. V té době bylo Alžbětě pouhých 8 let. O pět let později se uviděli znovu na půdě královské námořní akademie v Dartmouthu, kde Philip studoval. Zde přeskočila jiskra a po celou dobu druhé světové války si spolu dopisovali.
Po válce se britská princezna Alžběta rozhodla, že mladý pohledný kadet, který ji okouzlil svým šarmem, humorem a nezávislostí, bude jejím manželem. Bylo jí dvacet let a nedala na přesvědčování svých rodičů, že její vzdálený bratranec pro ni není vhodným manželem.

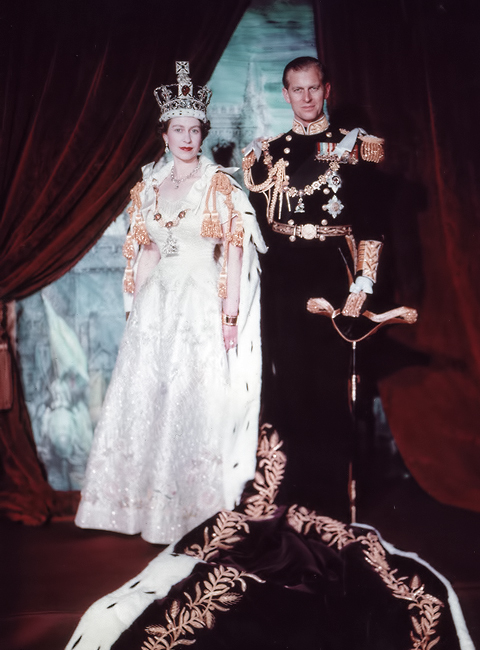
Alžběta a Philip po korunovaci v roce 1952

### Žádost o ruku a svatba
V roce 1946 přes všechny překážky požádal princ Philip svou lásku princeznu Alžbětu o ruku. O rok později 20. listopadu 1947 se s ní ve Westminsterském opatství oženil. Ve Spojeném království se díky svatbě stal vévodou z Edinburghu, Jeho královskou Výsostí a britským princem. Jeho sestry ani žádní němečtí příbuzní se svatby nezúčastnili. Přenos ze svatby na BBC sledovalo 200 milionů diváků po celém světě.
Britům se nelíbilo, že má německé kořeny a švagry, kteří za války bojovali na straně nacistického Německa. Philip se proto vzdal všech svých titulů a přijal jméno své matky Battenberg v poangličtěné formě Mountbatten.

### Alžběta královnou
Manželé po svém sňatku cestovali po celém světě, kde Alžběta často na oficiálních návštěvách zastupovala svého nemocného otce. Philip ji všude doprovázel a byl pro ni velkou oporou. Roku 1952 Alžbětě zemřel otec Jiří VI. Dozvěděla se o tom na cestě po Africe. Po návratu do vlasti byla prohlášena za královnu Alžbětu II. a Philip opustil aktivní vojenskou službu, aby mohl svou ženu doprovázet při reprezentačních povinnostech doma i v zahraničí.

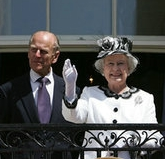
Alžběta a Philip v roce 2007

### Děti a vnoučata
Philip měl s Alžbětou čtyři děti (Charles, Anne, Andrew a Edward), první dvě se narodily ještě před tím, než se Alžběta stala královnou. Od každého dítěte mají dvě vnoučata, tedy osm vnoučat. Od nich již i deset pravnoučat. Alžběta se musela podřídit přání svých rodičů i premiéra Winstona Churchilla, že manželé ponesou jméno rodu Windsorů. Princ Philip tak musel přistoupit na to, že jeho žena ani děti nikdy neponesou jeho příjmení.
Manželský pár se často vypravoval i na půl roku trvající státní návštěvy, a jejich děti tak mnohdy zůstávaly samy v Anglii. Princ Charles ve své biografii popisuje, že býval dlouho bez své matky a většinu dovedností jej naučily chůvy. O svém otci Philipovi napsal, že ho otec často zastrašoval, že se bál jeho přísných pravidel i výsměchu.

### Nejstarší královský partner
Princ Philip byl do vysokého věku stále vitální a aktivní. V dubnu 2009 se stal nejdéle působícím manželským partnerem v britské historii, dále je nejstarším partnerem vládnoucího monarchy. V květnu 2017 oznámil 95letý princ Philip, že se rozhodl stáhnout do ústraní a nebude se nadále zúčastňovat oficiálních událostí. Dne 10. června 2020 oslavil 99 let a téměř 74 let (od roku 1947) manželství s královnou Alžbětou, které bylo 94 let. Po celou dobu manželství ji podporoval, zároveň si však zachovával svůj osobitý styl. Zemřel 9. dubna 2021 v ranních hodinách na hradě Windsor, kde se svou manželkou pobýval od počátku pandemie covidu-19.

## Patron organizací
Princ Philip se vždy aktivně zúčastňoval společenského života. Zaměřoval se zejména na životní prostředí, průmysl, sport a vzdělávání. Postupně se tak stal patronem asi 800 organizací. Mnoho let podporoval Světový fond na ochranu přírody (WWF). Od roku 1964 do roku 1981 byl například prezidentem Mezinárodní jezdecké federace nebo působil jako kancléř univerzit v Cambridge, Edinburghu, Salfordu a Walesu.

## Zajímavosti
- Princ Philip náležel k potomkům Alexandra Hesensko-Darmstadtského (je jeho pravnukem), druhého syna Vilemíny Luisy Bádenské, který podle dobových pramenů nebyl synem jejího manžela Ludvíka II. Hesensko-Darmstadského, ale jejího komořího Augusta Ludwiga von Senarclens-Grancy. Senarclens-Grancy proto bývá označován za „nelegitimního tušeného pána domu Battenbergů“.
- Stejně tak jako jeho manželka, britská královna Alžběta II., byl prapravnukem britské královny Viktorie, z tohoto důvodu také patřil mezi následníky britského trůnu. Jeho matka byla pravnučkou královny Viktorie a neteří poslední ruské carevny Alexandry. Jeho babička z otcovy strany Olga Konstantinovna byla rozená ruská velkokněžna z dynastie Romanovců.
- Princ Philip byl do dubna 2021 prozatím třetím nejdéle žijícím britským aristokratem. Princezna Alice, vévodkyně z Gloucesteru, která byla švagrovou Philipova tchána krále Jiřího VI., se dožila 102 let. Zemřela v říjnu 2004.
- Princ Philip byl 480. v pořadí na britský trůn přes svou prababičku Alici, dceru královny Viktorie.
- V roce 1996 navštívil Philip s Alžbětou Českou republiku.[21]
- Domorodý kmen na Vanuatu uctívá prince Philipa jako boha už od 60. let.[22]

## Symboly prince Philipa
Vlajka prince Philipa obsahovala dánské a řecké symboly, symbol Mountbattenů a Edinburghu.

Znak prince Philipa
Vlajka prince Philipa Poměr stran: 1:2

## Vývod z předků
|                             |                                |  |                     |                                   |  |  |  |  |  |  |  | Fridrich Vilém Šlesvicko-Holštýnsko-Sonderbursko-Glücksburský |
|                             |                                |  |                     |                                   |  |  |  |  |  |  |  |                                                               |
|                             | Kristián IX. Dánský            |  |                     |                                   |  |  |  |  |  |  |  |                                                               |
|                             |                                |  |                     |                                   |  |  |  |  |  |  |  |                                                               |
|                             |                                |  |                     | Luisa Karolina Hesensko-Kasselská |  |  |  |  |  |  |  |                                                               |
|                             |                                |  |                     |                                   |  |  |  |  |  |  |  |                                                               |
|                             | Jiří I. Řecký                  |  |                     |                                   |  |  |  |  |  |  |  |                                                               |
|                             |                                |  |                     |                                   |  |  |  |  |  |  |  |                                                               |
|                             |                                |  |                     | Vilém Hesensko-Kasselský          |  |  |  |  |  |  |  |                                                               |
|                             |                                |  |                     |                                   |  |  |  |  |  |  |  |                                                               |
|                             | Luisa Hesensko-Kasselská       |  |                     |                                   |  |  |  |  |  |  |  |                                                               |
|                             |                                |  |                     |                                   |  |  |  |  |  |  |  |                                                               |
|                             |                                |  |                     | Luisa Šarlota Dánská              |  |  |  |  |  |  |  |                                                               |
|                             |                                |  |                     |                                   |  |  |  |  |  |  |  |                                                               |
|                             | Ondřej Řecký a Dánský          |  |                     |                                   |  |  |  |  |  |  |  |                                                               |
|                             |                                |  |                     |                                   |  |  |  |  |  |  |  |                                                               |
|                             |                                |  |                     | Mikuláš I. Pavlovič               |  |  |  |  |  |  |  |                                                               |
|                             |                                |  |                     |                                   |  |  |  |  |  |  |  |                                                               |
|                             | Konstantin Nikolajevič Ruský   |  |                     |                                   |  |  |  |  |  |  |  |                                                               |
|                             |                                |  |                     |                                   |  |  |  |  |  |  |  |                                                               |
|                             |                                |  |                     | Šarlota Pruská                    |  |  |  |  |  |  |  |                                                               |
|                             |                                |  |                     |                                   |  |  |  |  |  |  |  |                                                               |
|                             | Olga Konstantinovna Romanovová |  |                     |                                   |  |  |  |  |  |  |  |                                                               |
|                             |                                |  |                     |                                   |  |  |  |  |  |  |  |                                                               |
|                             |                                |  |                     | Josef Sasko-Altenburský           |  |  |  |  |  |  |  |                                                               |
|                             |                                |  |                     |                                   |  |  |  |  |  |  |  |                                                               |
|                             | Alexandra Sasko-Altenburská    |  |                     |                                   |  |  |  |  |  |  |  |                                                               |
|                             |                                |  |                     |                                   |  |  |  |  |  |  |  |                                                               |
|                             |                                |  |                     | Amálie Württemberská              |  |  |  |  |  |  |  |                                                               |
|                             |                                |  |                     |                                   |  |  |  |  |  |  |  |                                                               |
| Philip, vévoda z Edinburghu |                                |  |                     |                                   |  |  |  |  |  |  |  |                                                               |
|                             |                                |  |                     |                                   |  |  |  |  |  |  |  |                                                               |
|                             |                                |  | Ludvík II. Hesenský |                                   |  |  |  |  |  |  |  |                                                               |
|                             |                                |  |                     |                                   |  |  |  |  |  |  |  |                                                               |
|                             | Alexandr Hesensko-Darmstadtský |  |                     |                                   |  |  |  |  |  |  |  |                                                               |
|                             |                                |  |                     |                                   |  |  |  |  |  |  |  |                                                               |
|                             |                                |  |                     | Vilemína Luisa Bádenská           |  |  |  |  |  |  |  |                                                               |
|                             |                                |  |                     |                                   |  |  |  |  |  |  |  |                                                               |
|                             | Ludvík z Battenbergu           |  |                     |                                   |  |  |  |  |  |  |  |                                                               |
|                             |                                |  |                     |                                   |  |  |  |  |  |  |  |                                                               |
|                             |                                |  |                     | John Maurice Hauke                |  |  |  |  |  |  |  |                                                               |
|                             |                                |  |                     |                                   |  |  |  |  |  |  |  |                                                               |
|                             | Julie von Hauke                |  |                     |                                   |  |  |  |  |  |  |  |                                                               |
|                             |                                |  |                     |                                   |  |  |  |  |  |  |  |                                                               |
|                             |                                |  |                     | Sofie Lafontaine                  |  |  |  |  |  |  |  |                                                               |
|                             |                                |  |                     |                                   |  |  |  |  |  |  |  |                                                               |
|                             | Alice z Battenbergu            |  |                     |                                   |  |  |  |  |  |  |  |                                                               |
|                             |                                |  |                     |                                   |  |  |  |  |  |  |  |                                                               |
|                             |                                |  |                     | Karel Hesenský                    |  |  |  |  |  |  |  |                                                               |
|                             |                                |  |                     |                                   |  |  |  |  |  |  |  |                                                               |
|                             | Ludvík IV. Hesenský            |  |                     |                                   |  |  |  |  |  |  |  |                                                               |
|                             |                                |  |                     |                                   |  |  |  |  |  |  |  |                                                               |
|                             |                                |  |                     | Alžběta Pruská                    |  |  |  |  |  |  |  |                                                               |
|                             |                                |  |                     |                                   |  |  |  |  |  |  |  |                                                               |
|                             | Viktorie Hesensko-Darmstadtská |  |                     |                                   |  |  |  |  |  |  |  |                                                               |
|                             |                                |  |                     |                                   |  |  |  |  |  |  |  |                                                               |
|                             |                                |  |                     | Albert Sasko-Kobursko-Gothajský   |  |  |  |  |  |  |  |                                                               |
|                             |                                |  |                     |                                   |  |  |  |  |  |  |  |                                                               |
|                             | Alice Sasko-Koburská           |  |                     |                                   |  |  |  |  |  |  |  |                                                               |
|                             |                                |  |                     |                                   |  |  |  |  |  |  |  |                                                               |
|                             |                                |  |                     | královna Viktorie                 |  |  |  |  |  |  |  |                                                               |
|                             |                                |  |                     |                                   |  |  |  |  |  |  |  |                                                               |